# سانتوبادر
سانتوبادر هي كومونا تقع في مقاطعة فروزينوني بمنطقة لاتسيو الإيطالية .
ويخدم بواسطة محطته في سكة حديد أفيزانو-روكاسيكا.